# Dauermarkenserie Elisabeth II. (Wilding)
Queen Elisabeth II. ist eine Briefmarkenserie der Royal Mail im Vereinigten Königreich. Die Dauermarkenserie wurde von 1952 bis 1971 ausgegeben und ab 1967 durch die Dauermarkenserie Elisabeth II. von Arnold Machin ersetzt. Die Marken enthalten das Porträt der britischen Königin Elisabeth II. auf der Grundlage einer Fotografie von Dorothy Wilding.

## Gestaltung
Das verwendete Foto von Dorothy Wilding entstand am 26. Februar 1952. Auf dem Bild trägt die Königin ein für König Georg IV. angefertigtes Diadem. Wilding war seit 1937 als Fotografin für das britische Königshaus tätig. Auf Grundlage des Fotos wurden zwei verschiedene Motive erstellt, die parallel für die unterschiedlichen Wertstufen verwendet wurden.
Es erschienen 18 Wertstufen in der bis 1971 gebräuchlichen nichtdezimalen Währungsangabe des Pfund Sterling, von 1/2d (ein halber Penny) bis 1/6d (1 Shilling/6 Pence), die ab Dezember 1952 ausgegeben wurden. Die Marken enthielten als Sicherheitsmerkmal eins der folgenden Wasserzeichen:
- Tudorkrone und E2R (1952 bis 1954),
- Edwardskrone und E2R (1955 bis 1958) oder
- Edwardskrone (ohne Monogramm, ab 1958).

Unterschiedliche Lagen des Wasserzeichens sind bekannt, und ab 1962 wurden die Marken auf weißem statt wie bisher cremefarbenem Papier gedruckt.
1955 erschienen als Ergänzung vier großformatige Briefmarken mit der Darstellung von Schlössern in den Wertstufen 2/6d, 5 und 6 Shilling und 1 Pfund.
Es handelt sich dabei um die Schlösser
- Carrickfergus Castle in Nordirland (2/6)
- Caernarfon Castle in Wales (5/-)
- Edinburgh Castle in Schottland (10/-) und
- Windsor Castle in England (1 £).

Diese Ausgaben wurden auf Papier mit den Wasserzeichen St.-Edwards-Krone und E2R sowie St.-Edwards-Krone (ohne Monogramm) gedruckt.

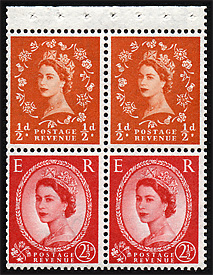
Zusammendruck von Marken in den beiden unterschiedlichen Designs
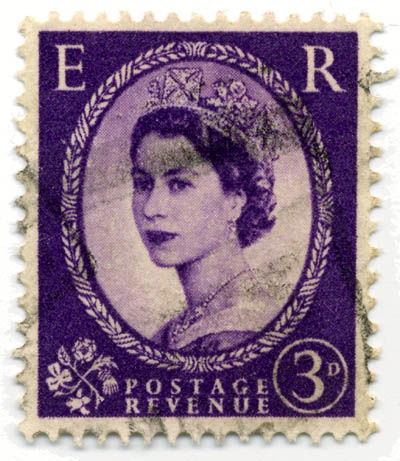
3-Pence-Marke
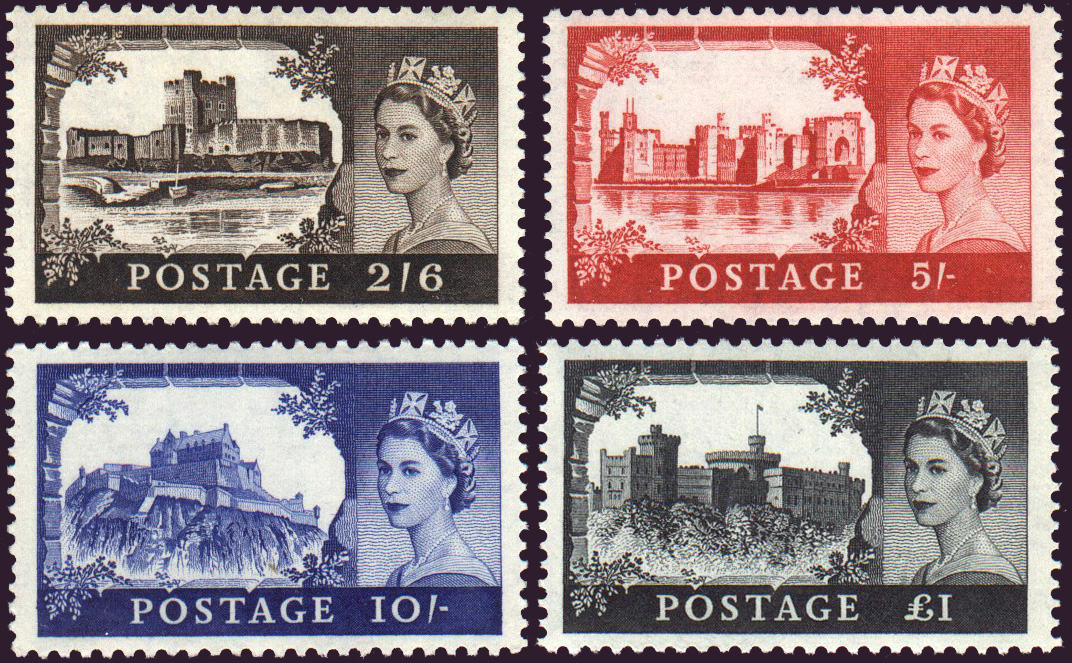
Höhere Werte mit Schlössern

Alle Ausgaben in alten Pence und Schilling wurden nach der Dezimalisierung des Pfundes ungültig. Weitere Werte in Dezimalwährung erschienen 1998 in Markenheftchen sowie 2002, 2003 und 2012 in Sonderblocks.

## Regionalausgaben
Neben den britischen Ausgaben wurden Regionalausgaben für Wales, Schottland, Nordirland, Guernsey, Jersey und die  Isle of Man herausgegeben, die dasselbe Porträt der Königin verwendeten, sich aber in der Gestaltung der Briefmarken unterschieden. Die Ausgaben für die Kanalinseln und die Isle of Man verloren dort mit Einführung der postalischen Selbstverwaltung 1969 ihre Gültigkeit. 

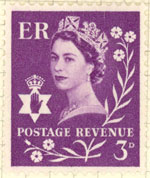
Regionalausgabe Nordirland
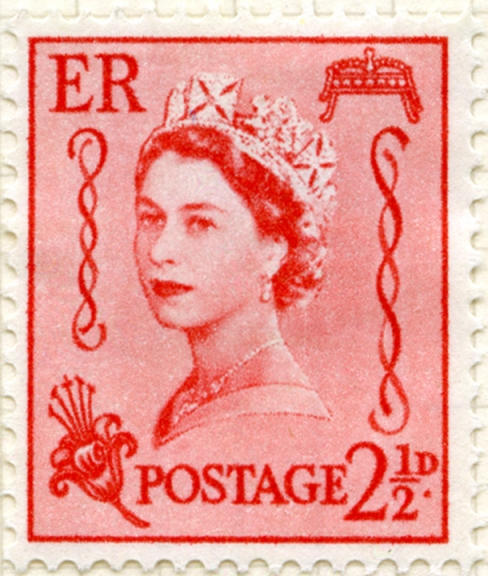
Regionalausgabe Guernsey

## Überdrucke
Zur Verwendung in Nordafrika (Agenturen in Marokko, Internationale Zone von Tanger) wurden Marken der Wilding-Muster mit den entsprechenden Bezeichnungen, zur Verwendung im Nahen Osten (Bahrain, Katar, Kuwait, Maskat) mit den Landesnamen und neuen Werten in indischer Währung (in Maskat nur mit den neuen Werten) überdruckt.

## Auswirkungen der Postautomatisierung
Im Zuge von Versuchen zur automatisierten Abstempelung wurden ab 1957 einige Wertstufen mit auf der Rückseite aufgedruckten Graphitstreifen ausgegeben. 1960 wurden die Marken erst zusätzlich, dann anstatt der Graphitstreifen mit vorderseitigen phosphoreszierenden Streifen versehen, von denen es verschiedene Varianten gibt, die sich vor allem durch die Nachleuchtdauer unterscheiden.